# Državna cesta D24
Die Državna cesta D24 (kroatisch für Nationalstraße D24) beginnt in Fortsetzung der von der Autocesta A2 kommenden Schnellstraße Državna cesta D14 an der Kreuzung mit der Državna cesta D29 in Zlatar Bistrica. Sie folgt dem Tal der Krapina über Gornji Kraljevec nach Novi Marof, quert dort die Autocesta A4, führt an Varaždinske Toplice vorbei und mündet schließlich bei Ludbreg in die Državna cesta D3.
Die Länge der Straße beträgt 60,4 km.